# Jan Carlstedt
Jan Axel Carlstedt (født 15. juni 1926 i Orsa - død 14. marts 2004 i Stockholm, Sverige) var en svensk komponist og leder.
Carlstedt studerede komposition på Det Kongelige Musikkonservatorium i Stockholm hos Lars-Erik Larsson, og på Det Kongelige Musikkonservatorium i London og i Rom. Han skrev to symfonier, især hans anden symfoni "En symfoni af broderskab", hører til de betydelige svenske symfonier i det 20. århundrede. Han har også skrevet orkesterværker, kammermusik, koncertmusik, balletmusik, strygermusik, blæsermusik, sange etc. Carlstedt var stifter og leder af Foreningen for Samtidsmusik i Stockholm. Han var en stor forkæmper for klassisk og ny musik i Sverige. Carlstedt var en moderne klassisk komponist med inspiration fra svensk folklore og spillemandsmusik, og var også inspireret og påvirket af Benjamin Britten og russisk klassisk musik.

## Udvalgte værker
- Symfoni nr. 1 (1954, Rev. 1960) - for orkester
- Symfoni nr. 2 "En symfoni af broderskab" (1968-1970) - for orkester
- Sinfonietta (1959) - for blæserkvintet
- Intrada (1985) - for orkester
- Metamorfoser (1986) - for strygeorkester
- Cellokoncert (1970) - for cello og orkester
- Violinkoncert (1975) - for violin og orkester
- Singoalla (1961) - ballet